# Grants Pass
Grants Pass är en stad i Josephine County delstaten Oregon, USA. Staden hade 34 533 invånare år 2010. Grants Pass är administrativ huvudort i Josephine County.